# Faustyna Morzycka (1822–1891)

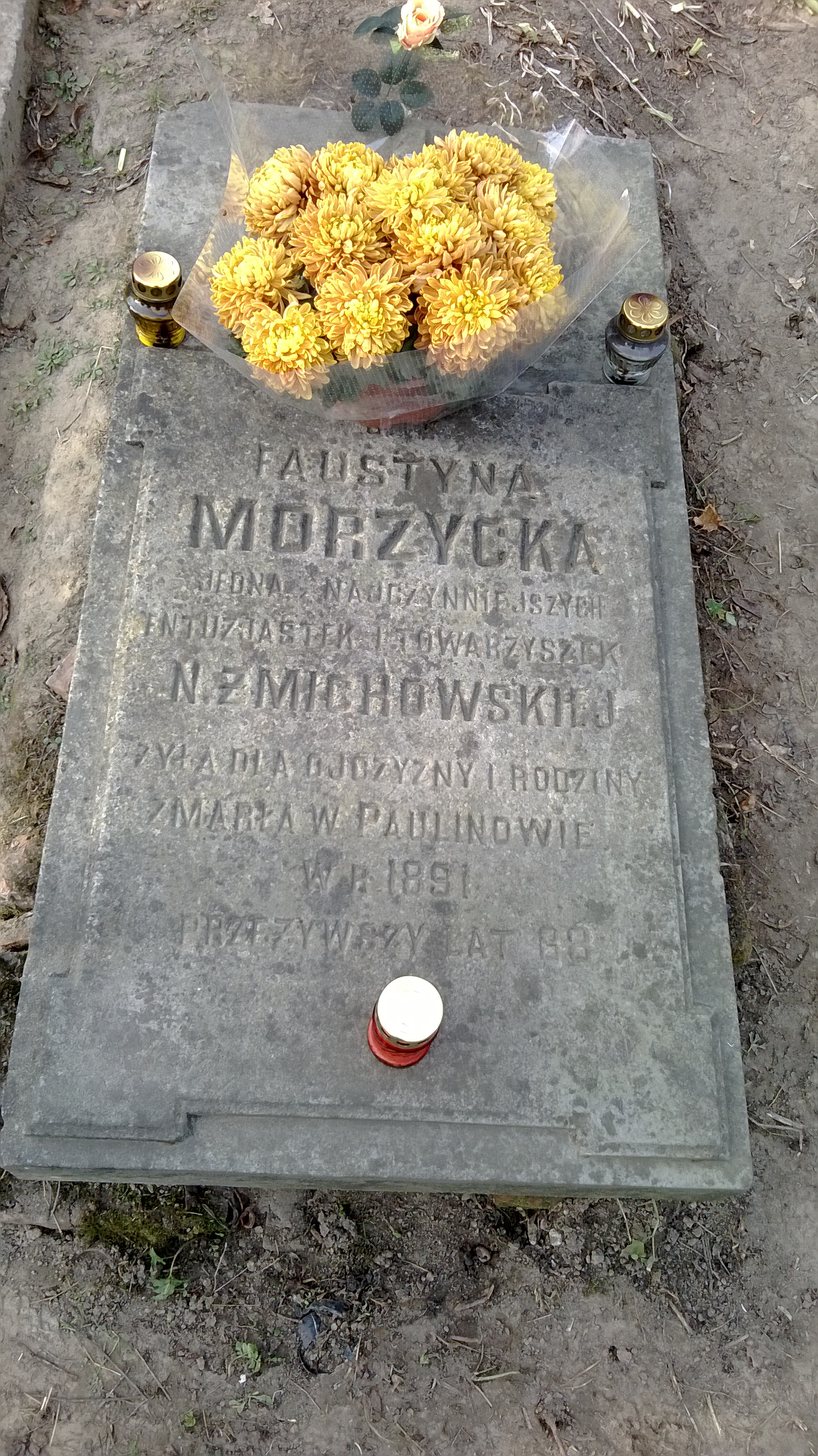
Wąwolnica, grób Faustyny Morzyckiej, entuzjastki

Beatrycze Faustyna Prakseda Konstancja Morzycka (ur. 2 sierpnia 1822 w Chociszewie, zm. 15 kwietnia 1891 w Paulinowie) herbu Mora – aktywistka lewicowa i feministyczna. Entuzjastka w kole Narcyzy Żmichowskiej. Powstaniec 1863 roku.

## Życiorys
Urodziła się w rodzinie ziemiańskiej. Ojciec Jan był kapitanem w 3 Pułku Piechoty Księstwa Warszawskiego. Matka, Rozalia Umińska, pochodziła z ziemiańskiej rodziny na Kujawach. Rodzeństwo: Julian Morzycki, Stanisław Morzycki i Eufrazyna Morzycka. Jej imię nadano bratanicy (córce Juliana) Faustynie Morzyckiej młodszej, znanej literatce i pierwowzorze Siłaczki Stefana Żeromskiego.
Podejmowała aktywność spiskową zajmując się więźniami politycznymi X-tego Pawilonu Cytadeli Warszawskiej. Od 11 października 1850 objęta tajnym nadzorem policyjnym. Obok Skimborowiczównej, Rembiewskiej, Kołakowskiej, Zabłockiej, Ziemięckiej i Siewielińskiej, członkini „Związku Wspólnego Nieszczęścia” założonego przez Narcyzę Żmichowską w 1843 roku.
Po otrzymaniu spadku po zmarłym bezpotomnie wuju Umińskim od 1854 roku, zamieszkała z bratem Julianem w majątku Lachowce pod Żytomierzem, gdzie zajmowała się dobrami hrabiego Adolfa Grocholskiego w pobliskiej Kukulnej.
W dniu wybuchu powstania 1863 roku na Wołyniu, jadąc na miejsce zbiórki pod Sołotwinem, została aresztowana wraz z bratem i trzema innymi osobami. Otoczyli ich ukraińscy chłopi i związanych zawieźli do Żytomierza.
Korespondowała z kuzynką Ksawerą Mazurkiewiczówną, siostrą Ludwika Mierosławskiego, dyktatora powstania styczniowego.
Po zesłaniu brata Juliana na Syberię w 1863 roku, zajmowała się jego dziećmi w Żytomierzu, gdy żona Juliana, Maria z Obuchowskich, pojechała z mężem na Syberię. Po amnestii i powrocie brata, gdy zerwała z nim żona, wyjechali razem na Krym. W 1889 roku oboje osiedli w majątku Paulinów koło Nałęczowa, gdzie od 1880 roku funkcjonowało uzdrowisko.
Zmarła w Paulinowie. Pochowana jest w pobliskiej Wąwolnicy. Na płycie grobowej napisano: „Jedna z najczynniejszych entuzjastek i towarzyszek N. Żmichowskiej. Żyła dla Ojczyzny i Rodziny”.
Narcyza Żmichowska tak ją scharakteryzowała we Wstępnym Obrazku w „Pogance”: Anna piękniejszą była od Augusty, trochę starszą zaledwie, a przecież obok niej mężczyzna młody i namiętny nawet daleko prędzej mógł zapomnieć, że się znajduje obok kobiety, którą marzeniem i pożądaniem, świętością i grzechem ukochać mu jest wolno. Nie idzie za tem, by temu lub owemu w głowie się nie zawróciło, by ten lub ów nie wymodlił do niej najgorętszej młodocianego serca modlitwy, ale przynajmniej, o ile niewysłuchany, o tyle zwolna inne przyjmował stosunki, o ile tego godny, o tyle szczerym zostawał przyjacielem i bratem życzliwym. W istocie ja sama nieraz zastanawiałam się daremnie, kogoby też Anna pokochać mogła, taką zwyczajną, uległą, kobiecą miłością? Jej dusza była pełna i zawsze samej sobie wystarczająca, jej charakter stały i mocny bez żadnego wysilenia, bez żadnej z ludźmi lub ze sobą walki, jej dni były zajęte i czynne użyteczną pracą, jej osobistość tak pięknie i doskonale rozwiniętą, że w mojem przekonaniu miłość nic a nic już do niej przyrzucić nie mogła, miłość zaś (i to także w mojem przekonaniu) na uzupełnienie tylko, na wyższą doskonałość władz i skłonności daną jest człowiekowi. Jeśli dowód jaki mógł stanowczo poprzeć zdanie moje o Annie, to właśnie było to uczucie macierzyńskie, bez dziecięcia, jak już wspomniałam, zbudzone w jej piersi. Żadna osobista namiętność nie wtajemniczyła jej w objawy tego instynktu, a przecież objaw żaden ukrytym nie był przed domyślnością i cudowną wszechwiedzą jej serca. – Wszystkie dzieci zajmowały ją tak szczerze, jak zajmują owe dobre matki, co w nich widzą swojej własnej osobistości podobieństwo lub różnicę, swojej przyszłości nadzieję lub trwogę. I nie myślcie, że jej macierzyństwo względem tych drobnych istotek przemawiało jedynie. Anna w każdem uczuciu swojem, w przyjaźni, w dobrej znajomości, nawet w uczuciu względem rodziców, zawsze trochę matką była. Kto zaszedł w kółko jej życia, ten musiał doznać jej troskliwości i opieki; krewni, domownicy, sąsiedzi, włościanie wioski w której mieszkała, czy to w zmartwieniu, czy to w kłopocie, czy to w chorobie, pewno ją zaraz przy sobie widzieli, i pewno widząc, byli zaraz cierpliwsi, spokojniejsi i zdrowsi, bo Anna umiała wszystkiemu zaradzić, na wszystko znaleźć pomoc i lekarstwo. A jednak ta Anna, co tak ciągle drugiemi się zajmowała, mogła słuszniej niż sto innych kobiet o samej sobie pomyśleć tylko, i niktby się temu nie dziwił, wielu bardzo przebaczyłoby zupełnie. Przedmiot zdolnym był nawet samolubstwo usprawiedliwić. Wzrost wysmukły i powiewny jak topolki młodej, rysy czysto oznaczone jak w najpiękniejszym szkicu Retza, który ołówkiem poezje Szyllera i Goethego dla wzroku tłumaczył, oczy promienne jak dwa czarnoksięskie karbunkuły, nogi do perskich kobierców, ręce do złotych pierścieni, kształty ciała do atłasów miękkich... i to wszystko trudziło się koło ciebie nieraz, a tak składnie i zręcznie, tak jakoś z przywyknienia i bez myśli niby, że na słówko sporne stosownej chwili brakowało ci zawsze. Prawda, że też Anna umiała przybrać nakazującą powagę, rzadko kto mógł się jej z karbów posłuszeństwa wyłamać, ja tego nie próbowałam, nawet ją w rękę całowałam nieraz, oh! całowałam z wielką przyjemnością...... bo co za ręka!....